# Gran pagoda del ganso salvaje
La gran pagoda del ganso salvaje (en chino, 大雁塔; pinyin, Dàyàn tǎ) se encuentra ubicada al sur de la ciudad de Xi'an en la República Popular China. Fue construida durante la dinastía Tang en el año 648. El propósito de su construcción fue el de albergar una serie de escritos budistas que había llevado consigo el monje Xuanzang después de un viaje a la India.
En poco tiempo, la pagoda se convirtió en el centro de traducción más importante de textos budistas. Sirvió también para sistematizar las doctrinas budistas en el país ya que, aunque esta religión había penetrado en China seis siglos antes, no existían textos correctamente traducidos de sus doctrinas.
La pagoda original constaba de cinco pisos. Dada la dificultad de encontrar materiales sólidos como la piedra, se construyó con barro, reforzado en algunos puntos con ladrillos. La estructura era demasiado débil y se derrumbó al poco tiempo de su construcción.
Entre los años 701 y 704, la pagoda se reconstruyó por orden de la emperatriz Wu Zetian. Se añadieron cinco pisos más a la torre original. Por desgracia, guerras posteriores dañaron la pagoda y se redujo su tamaño a los siete pisos actuales, con una altura total de 64 metros.
Tiene una forma piramidal y su ascenso se realiza por escaleras de madera. En la antigüedad se inscribían en su interior los nombres de todos aquellos que pasaban los exámenes imperiales que les convertían en oficiales. Esta tradición se mantuvo durante las dinastías Ming y Qing.
Alrededor de la pagoda está situado el Templo de la gracia maternal (Da Ci'en). Construido en el 589, fue reconstruido en el 647 por el emperador Li Zhi. Se construyó en memoria de la emperatriz Wende.

## Galería

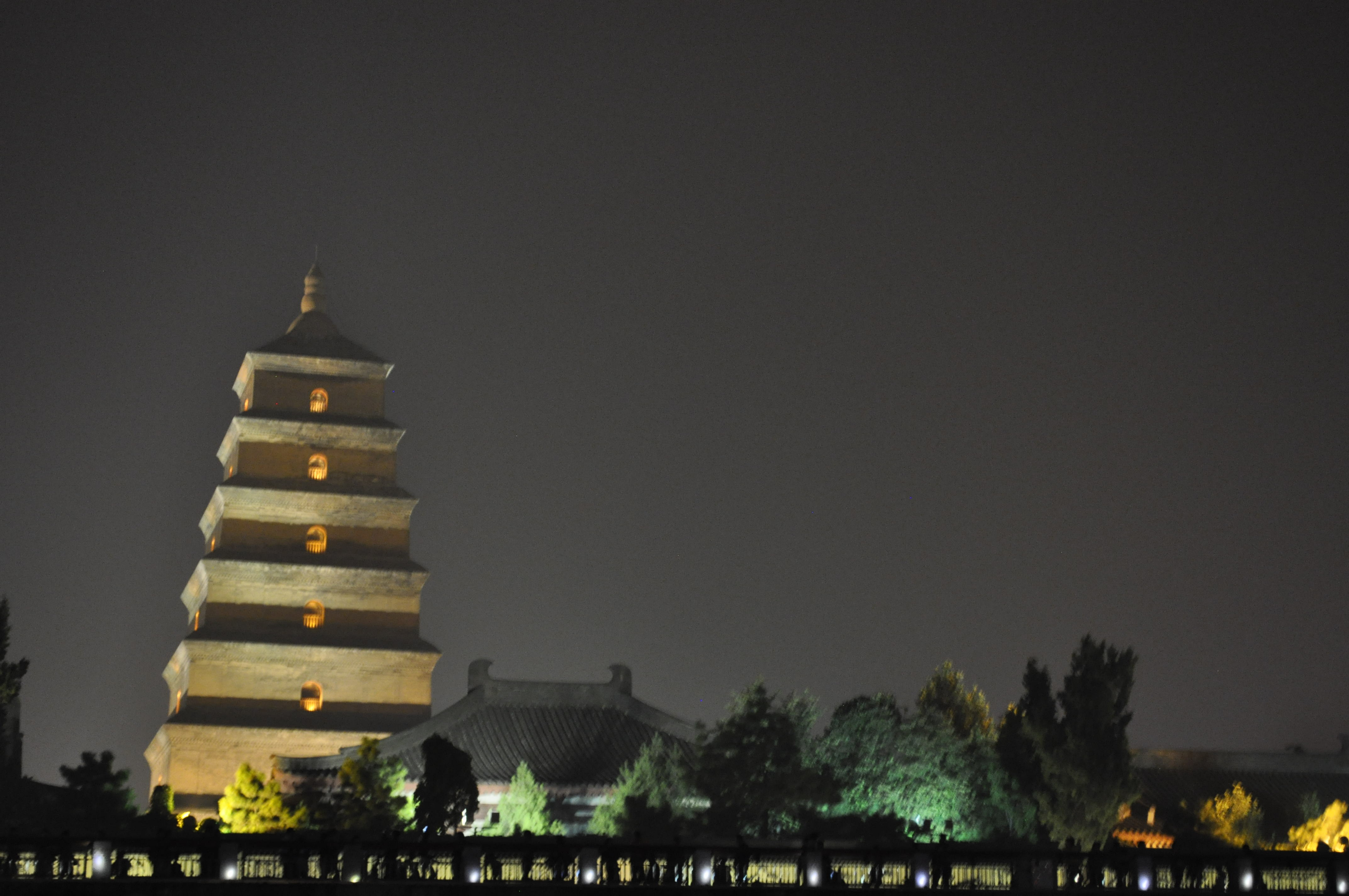
Gran Pagoda del Ganso Salvaje por la noche.
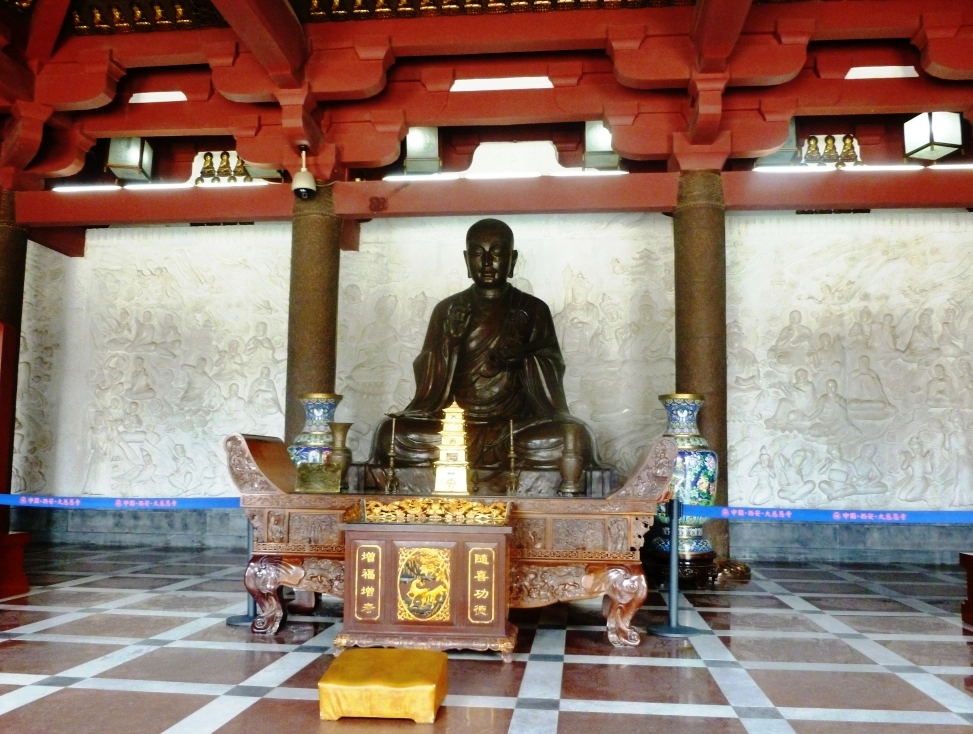
Statue of Xuanzang. Gran pagoda del ganso salvaje, Xi'an.
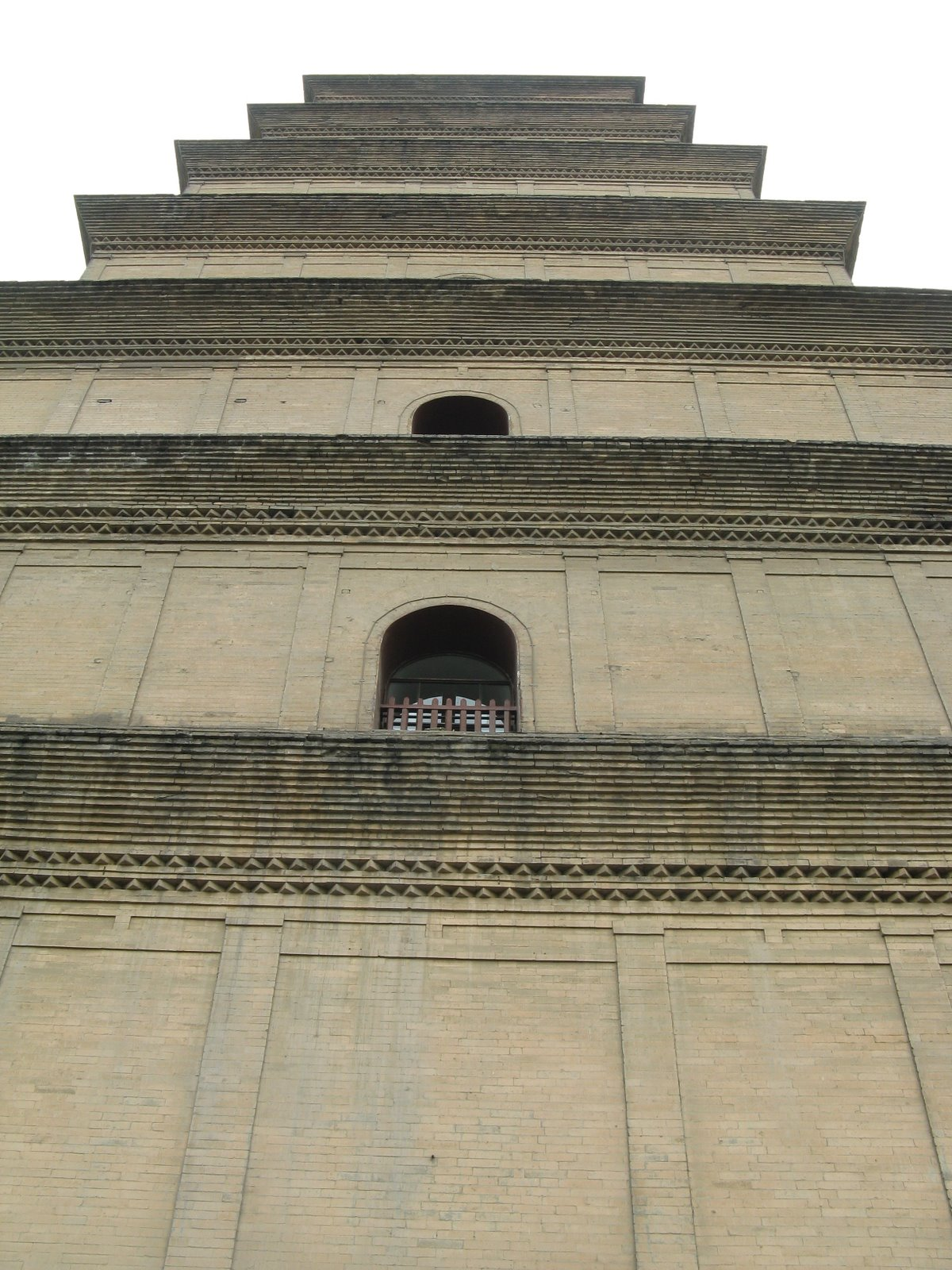
Aleros y ladrillos exteriores
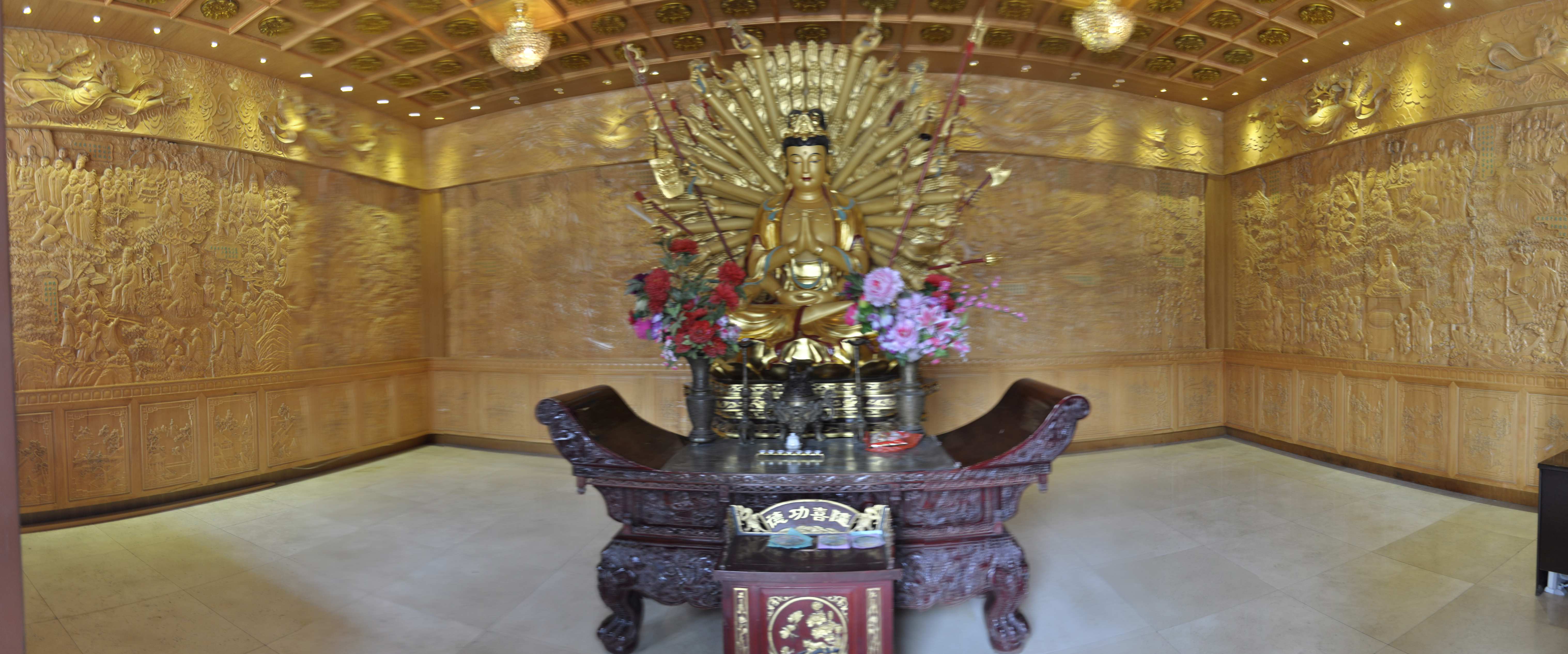
Recinto de Avalokiteshvara
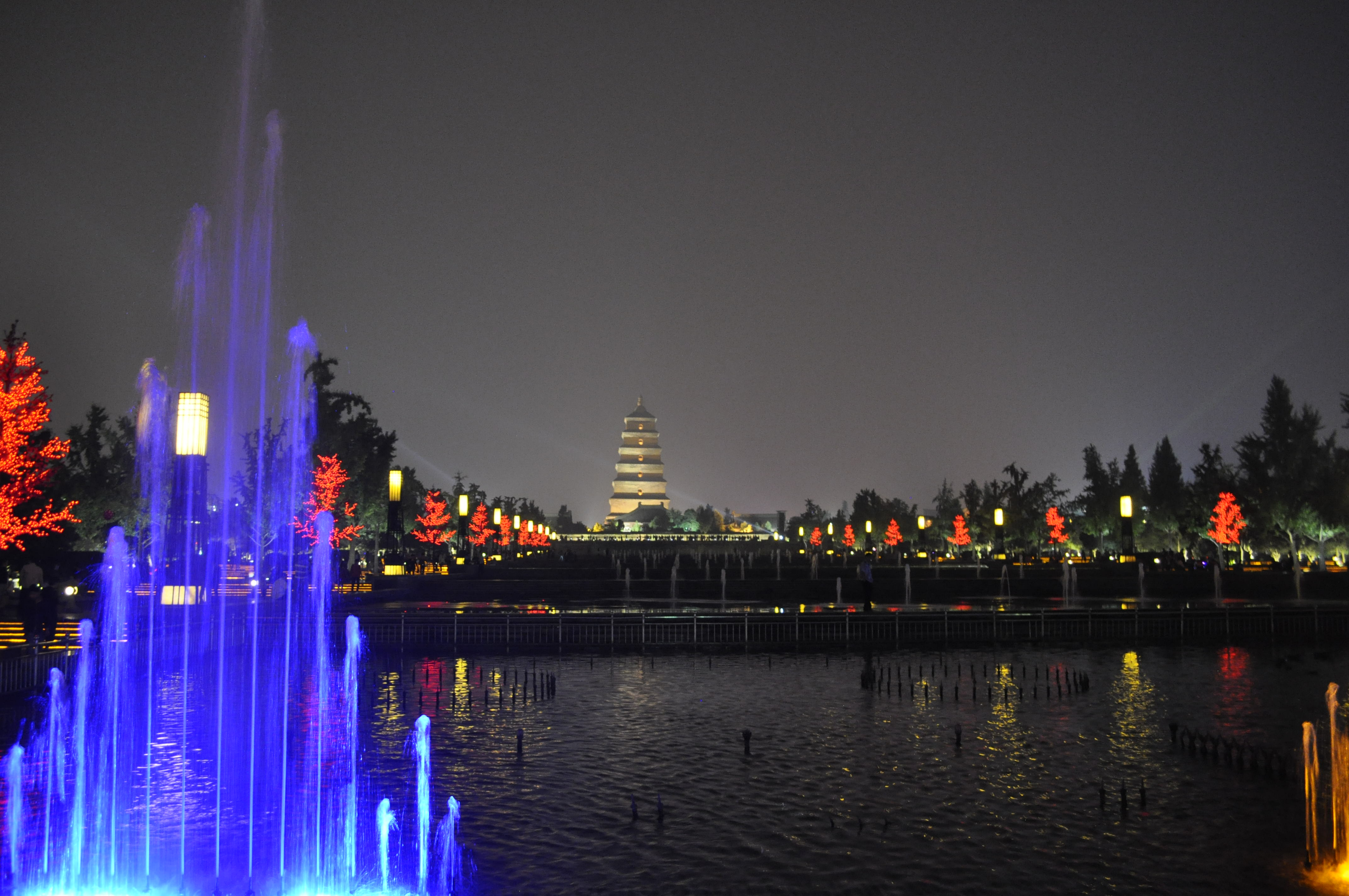
Vista desde el parque
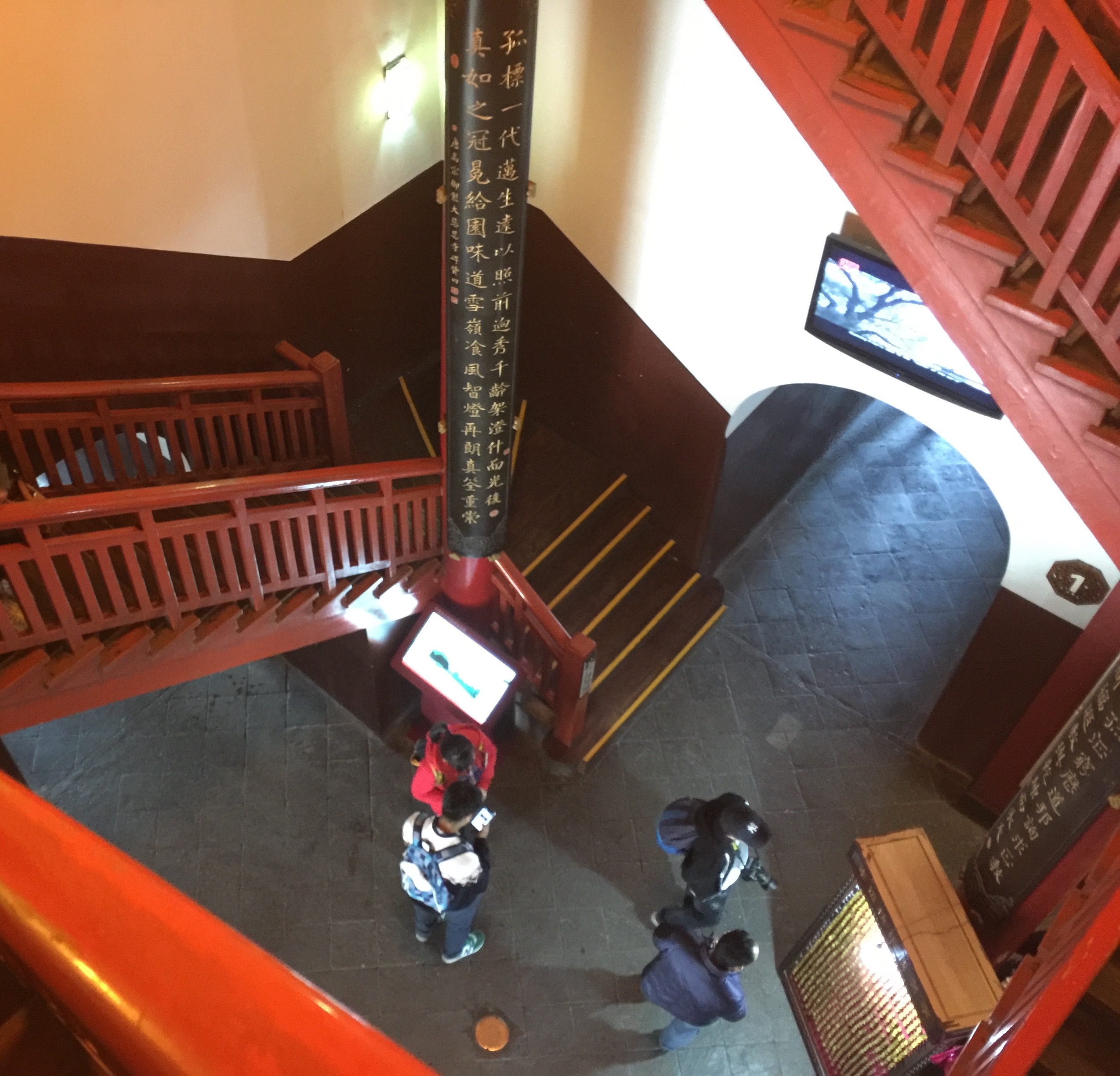
Interior de la Gran Pagoda del Ganso Salvaje
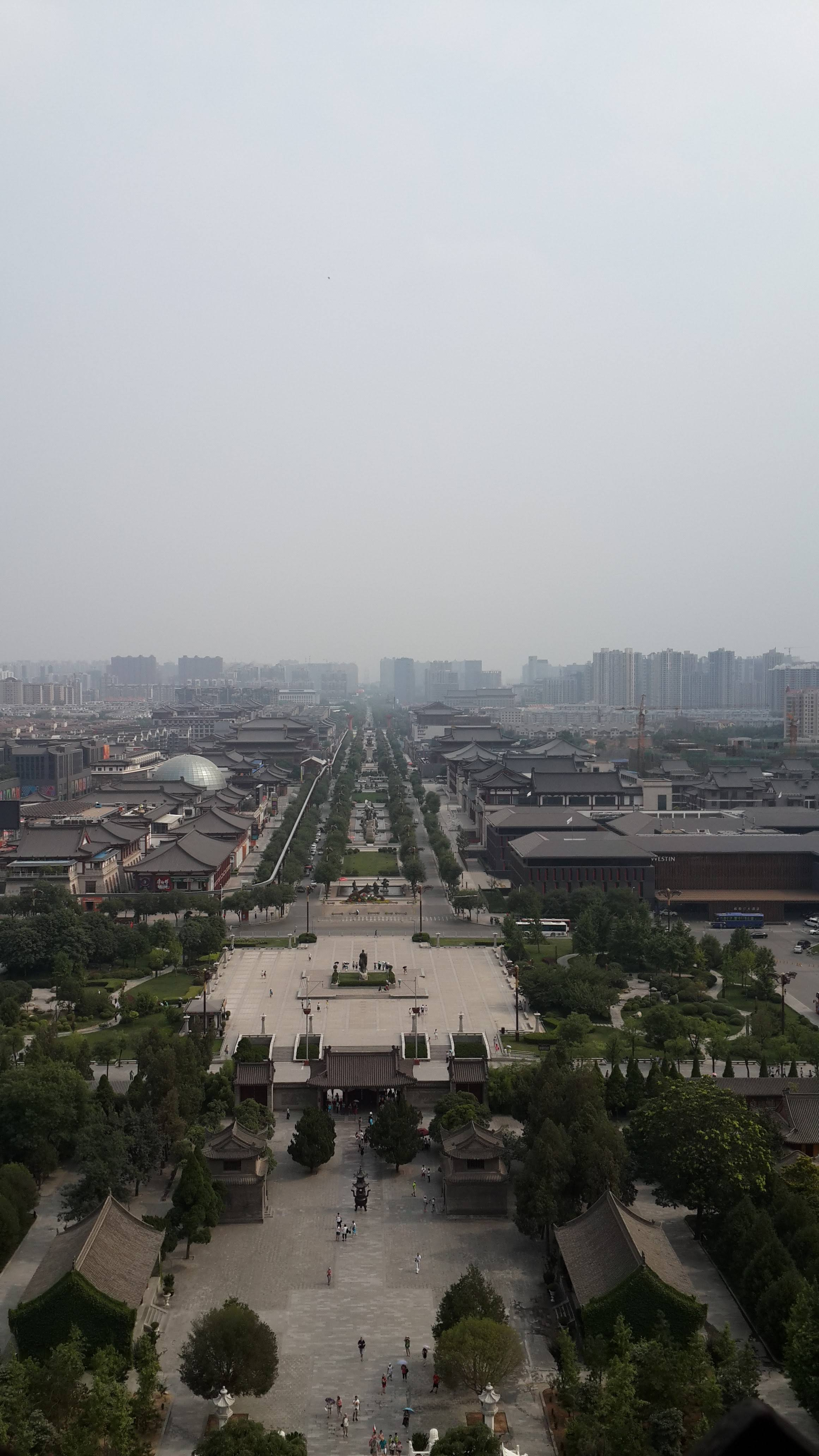
Vista desde la Gran Pagoda del Ganso Salvaje, en 2014